# Stanisław Sulima
Stanisław Sulima (ur. 29 maja 1918 w Miechowie, zm. 16 grudnia 1972 w Elblągu) – polski inżynier metalurg i działacz komunistyczny, poseł na Sejm PRL IV i V kadencji.

## Życiorys
W II RP podjął studia na Akademii Górniczo-Hutniczej w Krakowie. Wybuch II wojny światowej spowodował przerwanie studiów i w czasie okupacji niemieckiej pracował w dawnej Państwowej Fabryce Amunicji w Skarżysku-Kamiennej. Podczas pracy w ramach działań miejscowej komórki Armii Krajowej dowodzonej przez jego brata Tadeusza Sulimę zaopatrywano oddziały AK w amunicję. W wyniku zdrady brat został aresztowany, a on ukrywał się do końca wojny (działalność ta została opisana w książce Jodła autorstwa Wojciecha Borzobohatego wydanego przez Instytut Wydawniczy „Pax”).
Po wojnie pracował początkowo jako robotnik w Zakładach Metalowych. W 1945 został członkiem Polskiej Partii Robotniczej. Po wojnie był sekretarzem Komitetu Miejskiego PPR w Skarżysku-Kamiennej, a następnie kontynuował studia na Wydziale Hutniczym AGH ze specjalizacją magistra inżyniera metalurga. W 1948 został kierownikiem odlewni w Odlewni i Emalierni „Kamienna” w Skarżysku-Kamiennej. W tym samym roku wraz z PPR przystąpił do Polskiej Zjednoczonej Partii Robotniczej. W 1950 został kierownikiem wydziału odlewni staliwa w Zakładach Mechanicznych im. gen. Karola Świerczewskiego w Elblągu, następnie pracował tam jako szef produkcji wytwórni W-1. Zasiadał w Komitecie Zakładowym PZPR. W 1964 był delegatem na IV Zjazd PZPR, a w 1965 został członkiem Komitetu Wojewódzkiego partii. W 1965 i 1969 uzyskiwał mandat posła na Sejm PRL w okręgu Tczew. Przez dwie kadencje zasiadał w Komisji Przemysłu Ciężkiego, Chemicznego i Górnictwa.

## Życie prywatne
Syn Jana. Miał dwoje rodzeństwa: brata Tadeusza (prof. zw. dra hab. inż., pracownika naukowego Politechniki Wrocławskiej) i siostrę Irenę Łapińską (pracownika administracyjnego Politechniki Wrocławskiej). Żonaty z Janiną z domu Musiał, miał dwie córki: Annę Zacharewicz (zm. 2017, mgr chemii) oraz Krystynę Sulima-Chlaszczak (zm. 2002, dr ekonomii, pracownika naukowego Uniwersytetu Gdańskiego).

## Ordery i odznaczenia
- Krzyż Kawalerski Orderu Odrodzenia Polski
- Złoty Krzyż Zasługi
- Srebrny Krzyż Zasługi (1955)[2]
- Odznaka 1000-lecia Państwa Polskiego (1966)[3]
- Odznaka honorowa „Zasłużonym Ziemi Gdańskiej”

## Upamiętnienie
Jego imieniem nazwano jedną z elbląskich ulic.